# Địa Lôi Phục
Quẻ Địa Lôi Phục, đồ hình |::::: còn gọi là quẻ Phục (復 fu4), là quẻ thứ 24 trong Kinh Dịch.
- Nội quái là ☳ (|:: 震 zhen4) Chấn hay Sấm (雷).
- Ngoại quái là ☷ (::: 坤 kun1) Khôn hay Đất (地).

Giải nghĩa: Phản dã. Tái hồi. Lại có, trở về, bên ngoài, phản phục. Sơn ngoại thanh sơn chi tượng: tượng ngoài núi lại còn có núi nữa.